# Vaugines
Vaugines is een gemeente in het Franse departement Vaucluse (regio Provence-Alpes-Côte d'Azur) en telt 551 inwoners (2005). De plaats maakt deel uit van het arrondissement Apt.

## Geografie
De oppervlakte van Vaugines bedraagt 15,5 km², de bevolkingsdichtheid is 35,5 inwoners per km².
De onderstaande kaart toont de ligging van Vaugines met de belangrijkste infrastructuur en aangrenzende gemeenten.

## Demografie
Onderstaande figuur toont het verloop van het inwonertal (bron: INSEE-tellingen).